# RKO 픽처스의 영화 목록
RKO 픽처스의 영화 목록은 RKO와 라디오 픽처스에서 배급한 영화의 목록이다.

## 1930년대

### 1936년
- 스윙 타임

## 1940년대

### 1940년
- 키티 포일
- 피노키오
- 나의 가장 좋아하는 아내
- 환타지아
- 3층의 이방인

### 1941년
- 벨 오브 파이어
- 시민 케인
- 악마와 데니얼 웹스터
- 리럭턴트 드래곤
- 리틀 폭시스
- 덤보
- 서스픽션

### 1942년
- 빅 스트리트
- 캣 피플
- 밤비
- 훌륭한 앰버슨가
- 라틴 아메리카의 밤
- 야구왕 루 게릭

### 1946년
- 우리 생애 최고의 해
- 멋진 인생
- 딕 트레이시 대 큐벨
- 이방인
- 음악의 세계
- 오명
- 나선 계단
- 30년 만의 휴일
- 내일은 영원히
- 남부의 노래